# BNC (software)
Um BNC (abreviação de bouncer) é um pedaço de software que é usado para retransmitir tráfego e conexões em redes de computadores, bem como em um proxy. Usar um BNC permite a um usuário ocultar a fonte original da conexão do usuário, fornecendo privacidade, bem como a capacidade para encaminhar o tráfego através de uma localização específica. Um BNC também pode ser usado para ocultar o verdadeiro destino para o qual um usuário se conecta.